# Monte Elbert
Il monte Elbert (4.401 m s.l.m.) è una montagna degli Stati Uniti, la più alta delle Montagne Rocciose e il secondo più alto degli Stati Uniti contigui dopo il Monte Whitney in California (di soli 20 metri più alto), situata nello Stato del Colorado, all'interno della sub-catena montuosa dei Monti Sawatch.

## Descrizione
Posto all'interno della San Isabel National Forest, nella contea di Lake, circa 16 km a sud-ovest del capoluogo della contea, Leadville, prende il nome da Samuel Hitt Elbert (1833-1899), governatore del Territorio del Colorado e giudice capo della Corte suprema dello Stato del Colorado. Nelle vicinanze del monte si trovano altre due vette con altezza superiore ai 4.000 metri: a nord il monte Massive (4.396 m) e a sud il La Plata Peak (4.377 m). Il primo a scalarlo fu H. W. Stuckle, nel 1874.

### Accesso
La cima è relativamente facile da raggiungere, non richiedendo particolari doti alpinistiche. Vi sono diverse vie di accesso, la più frequentata è quella di avvicinarsi da est, partendo dalla Colorado Trail. La più impegnativa è quella di percorrere la Black Cloud Trail, con la quale si impiegano da 10 a 14 ore per raggiungere la vetta.

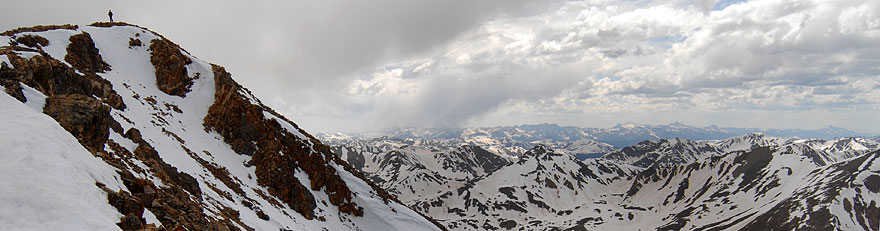
La cima del monte Elbert in giugno.